# المهدي علي بن محمد
المهدي علي بن محمد (ولد في 1305 - توفي في 25 سبتمبر 1372) إمام الدولة الزيدية في اليمن من 1349 إلى 1372.

## الحصول على الإمامة الزيدية
كانت الإمامة محط تنافس العديدين خلال العصور المختلفة. ولد علي بن محمد الحسني في قرية الأهاني في منطقة صعدة شمال اليمن. لا يقرب من ناحية قريبة للأمة السابقين ولكنه سليل الجيل الحادي عشر من الإمام الداعي يوسف. عندما كان شابا تلقى قدرا كبيرا من التعليم في مجال العلوم الدينية. في 1346 توفي الإمام القوي المؤيد يحيى بن حمزة ولا يوجد شخص قوي سياسيا يعوضه. في ظل هذه الظروف بويع علي بالإمامة في ثلا في 1349. في وجود تجمع للعديد من العلماء الزيديين تبنى علي لقب المهدي علي وسيطر على صعدة وذمار. في هذا الوقت كانت يهيمن على صنعاء أميران زيديان وهما إبراهيم بن عبد الله وداود بن عبد الله. حاصر المهدي علي المدينة. ومع ذلك عقد اتفاقية مع الأميران بعد ستة أشهر لرفع الحصار والعودة إلى ثلا.

## دعم نور الدين
خلال فترة حكمه الطويلة البالغة ثلاثة وعشرين عاما كان المهدي علي قادرا على جمع النفوذ السياسي الكبير في اليمن. حكمت سلالة الرسوليين القوية جنوب اليمن ولكن تحطمت قبضتها على المناطق الداخلية الشمالية منذ بعض الوقت. أمير هدار الرسولي نور الدين محمد بن ميكائيل تمرد ضد السلطان المجاهد علي في 1359. في العام التالي دعمه نخبة من صعدة الزيدية. خطط نور الدين لتولي شئون الدولة. على مدى السنوات التالية قام بتنظيم عدة غارات داخل أراضي الدولة الرسولية بمساعدة الزيديين بدرجات متفاوتة من النجاح. منح المهدي علي مفتاح القلعة كميراث وأقام المتمردين فيها حتى وفاته في 1377. المهدي علي نفسه توفي في ذمار عام 1372 وبدأت الدولة في الانحسار. نقل جسمه لصعدة لكي يدفن هناك. خلفه ابنه الناصر صلاح الدين بن المهدي.